# Stručno djelo
Stručno djelo, djelo, koje ne sadrži nove, izvorne znanstvene spoznaje, znanstvene rezultate, teorije,  nego se u njemu obrađuje već poznato i opisano. Izradom stručnog djela za osnovu zadaću ima se prikupiti, interpretirati već poznate znanstvene spoznaje, činjenice, informacije, odnose i teorije i ostvarenje rezultata koji se mogu iskoristiti. Stručna djela, odnosno stručni rad možemo se razvrstati na: stručni članak, stručni prikaz, elaborat, ekspertizu, stručni izvještaj, mišljenje, recenziju, vodiče, referentne publikacije, standardi, anotacije, apologije, diskusije, eseje, oglede, zapise, interpretacije, kritike, polemike i ostala stručna djela. Znanstvena, znanstveno-stručna i stručna djela i radovi nisu oštro razgraničena iako razlike svakako postoje.